# Globularia punctata
Globularia punctata är en grobladsväxtart som beskrevs av Philippe Picot de Lapeyrouse. Globularia punctata ingår i släktet bergskrabbor, och familjen grobladsväxter. Inga underarter finns listade i Catalogue of Life.

## Bildgalleri

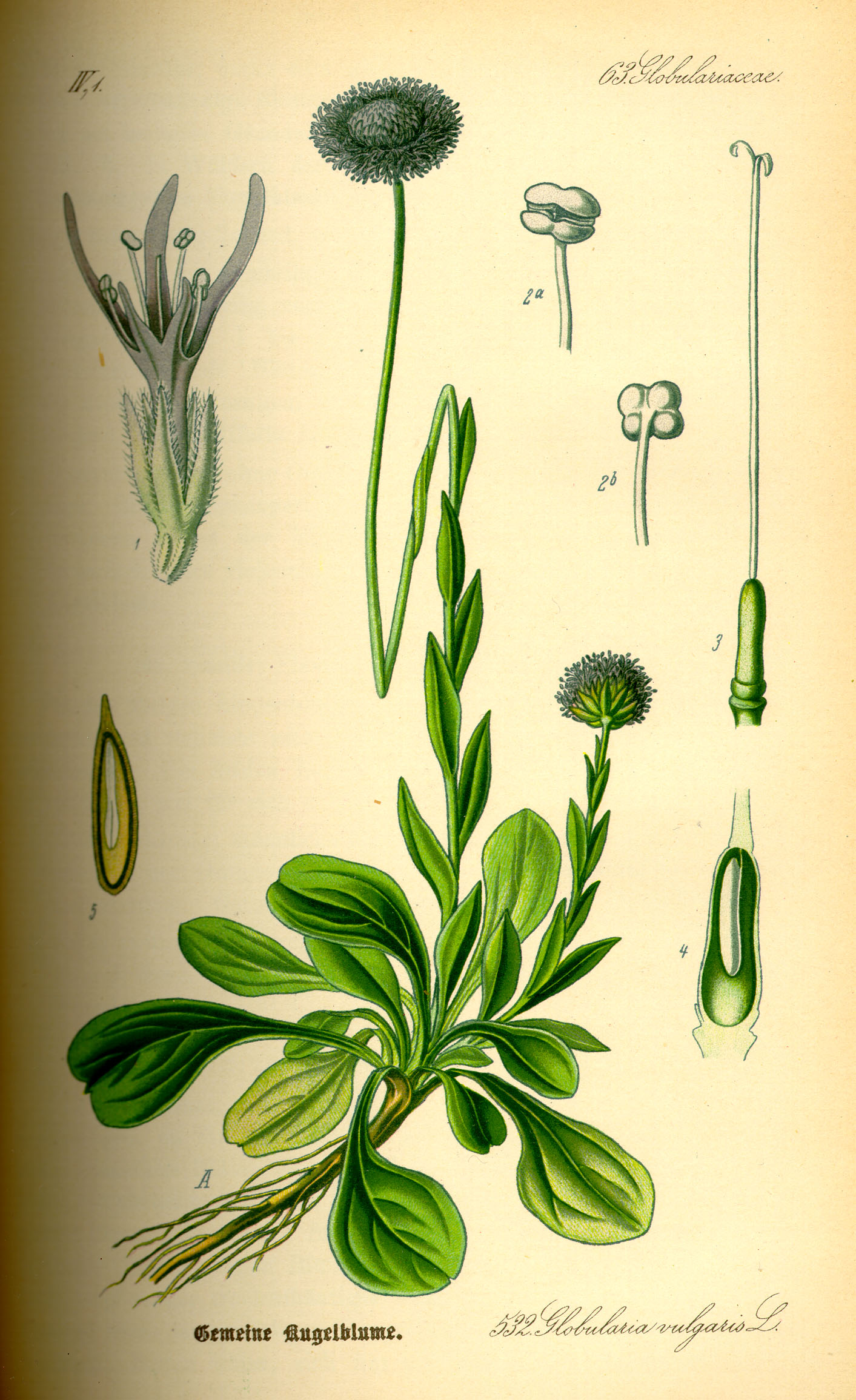